# عادل السمیرانی
عادل السمیرانی (انگلیسی: Adel Smirani؛ زادهٔ ۷ اکتبر ۱۹۶۷) بازیکن فوتبال است.
وی همچنین در تیم ملی فوتبال تونس بازی کرده‌است.